# یک شلم‌شوربا به‌خاطر میزی
یک شلم شوربا به‌خاطر میزی (انگلیسی: A Mixup for Mazie) یک فیلم کمدی صامت کوتاه به کارگردانی هال روچ است که در سال ۱۹۱۵ منتشر شد. از بازیگران این فیلم می‌توان به هارولد لوید اشاره کرد.